# Шадринка (Омская область)
Шадринка — упразднённая деревня в Муромцевском районе Омской области России. Входит в состав Моховского сельсовета. Исключена из учётных данных в 1987 г.

## География
Располагалась на правом берегу реки Ертесь, в 5 км (по прямой) к юго-западу от села Моховой Привал.

## История
Основана в 1890 году. В 1928 году состояла из 66 хозяйств. В административном отношении входила в состав Качесовского сельсовета Большереченского района Тарского округа Сибирского края. Решением Муромцевского райисполкома от 11.08.87 года № 162 деревня Шадринка была исключена из учётных данных района.

## Население
По результат переписи 1926 г. в поселке проживало 347 человек (165 мужчин и 182 женщины), основное население — белоруссы.